# 1 Night in San Diego
1 Night in San Diego là một bộ phim hài của Mỹ năm 2020 do Penelope Lawson viết kịch bản và đạo diễn. Bộ phim được phát hành dưới dạng video theo yêu cầu vào ngày 17 tháng 11 năm 2020.

## Diễn viên
- Jenna Ushkowitz trong vai Hannah
- Laura Ashley Samuels trong vai Brooklyn
- Alexandra Daddario trong vai Kelsey
- Eric Nelsen trong vai Gordo
- Mark Lawson trong vai Christian
- Adam Rose trong vai Kevin
- Brian Borello trong vai Teddy
- Kelsey Douglas trong vai Delia
- Nicolas diPierro trong vai Concierge

## Phát hành
Bộ phim được phát hành trên nền tảng VOD và kỹ thuật số vào ngày 17 tháng 11 năm 2020.